# Otta Sepp
Otta Sepp (7. července 1912 Suché Vrbné u Českých Budějovic – 10. ledna 2011 České Budějovice) byl český tramp, fotožurnalista a fotograf. Dokumentoval život Jihočechů, objekty určené k demolici či přestavbě a nafotil tisíce snímků.

## Profesní život
Otta Sepp se narodil 7. července 1912 v Suchém Vrbném, dnes součást Českých Budějovic. Po obecné škole se vyučil kadeřníkem a provozoval ve své rodné obci kadeřnictví. Byl trampem a vášnivým fotografem. Při trampování se poznal s interbrigadistou Leopoldem Hofmanem, spisovatelem Norbertem Frýdem a archivářem Richardem Šerým. První fotoaparát značky Agfa Billy Rekord se třemi clonami, natahovací závěrkou a vzdáleností – blízko, daleko, si koupil v roce 1937. První fotografii pořídil ve dvanácti letech na skleněnou desku. V roce 1940 byl za účast v Národním hnutí pracující mládeže, zatčen, vězněn v Českých Budějovicích, Terezíně a po třech měsících převezen do pankrácké věznice v Praze. Propuštěn byl 1. listopadu 1940. Konec druhé světové války dokumentoval a prožil v Českých Budějovicích. Fotografoval osvobození města, odsun Němců z Mladého a reparační tábor v Suchém Vrbném. V květnu 1945, odjel s učitelem Vladimírem Trojanem s Červeným křížem a konvojem amerických vojáků do již osvobozeného koncentračního tábora Mauthausen, odkud přivezl obrazové svědectví.
Po válce byl krátce zaměstnaný v nemocnici, pracoval ve fotografickém oddělení Jihočeských elektráren a jeho fotografie se začaly v padesátých letech objevovat i v novinách. V období 1955–1960 působil jako fotoreportér Krajského domu osvěty a fotografoval s fotografkou Bohuslavou Maříkovou v Jihočeském divadle. V letech 1960–1966 byl zaměstnancem Jihočeského muzea v Českých Budějovicích. Od roku 1966 až do důchodu byl fotoreportérem deníku Jihočeská pravda. Podílel se na vzniku Syndikátu jihočeských novinářů a byl aktivním členem Klubu novinářů seniorů. V 90. letech 20. století spolupracoval na fotografické části Encyklopedie Českých Budějovic. Byl fotografem Dobrovodského zpravodaje. Fotografoval objekty určené k demolici a dokumentoval tím pro budoucí porovnání zánik starých míst.
K jeho koníčkům patřilo sbírání starých fotografií, zajímal se o historií fotografické techniky. Uchoval a utřídil svoji sbírku fotografií na skleněných deskách, fotografického příslušenství a starých fotografií. Až do svých 96 let byl pravidelným návštěvníkem všech dostupných fotografických výstav. Vlastnoručně zkonstruovaným panoramatickým fotoaparátem na střední formát dokumentoval řadu jihočeských míst a Šumavu. Do konce života fotografoval při procházkách svojí starou Leicou. Vystavoval v Galerii Nahoře, nebo v Galerii Na dvorku v Českých Budějovicích a v Českém Krumlově. Posmrtnou výstavu měl v roce 2012 v Jihočeské vědecké knihovně v Českých Budějovicích. Zemřel 10. ledna 2011 v Dobré Vodě u Českých Budějovic.

### Ocenění
- 2006 – Cena města České Budějovice za celoživotní práci fotografa a obrazovou dokumentaci proměn Českých Budějovic v průběhu 20. století.[8]

- 2007 – Stříbrná pamětní medaile Jihočeského kraje. [9]

### Dílo (výběr)
- SEPP, Ota. Jižní Čechy – samá voda: malý soubor panoramatických fotografií. 1. vyd. České Budějovice: Krajské nakladatelství, [1962]. [32] s.

- SEPP, Ota. České Budějovice panoramatické 1945–1970: k nedožitým stým narozeninám nestora jihočeských fotografů : [Galerie Nahoře České Budějovice 15.6.–31.7.2012, Jihočeská vědecká knihovna České Budějovice 9.7.–27.9.2012]. České Budějovice: Metropol CB, 2012. 40 s.
- SEPP, Ota. Osmašedesátý: rok nadějí a zklamání : České Budějovice 22.8.–12.10.2018. České Budějovice: Metropol, 2018. 40 stran ISBN 978-80-906538-3-2
- MAŘÍKOVÁ, Bohuslava: Konec války, první dny míru. Fotografický dokument Jiřího Ployhara a Otty Seppa. Katalog fotografické výstavy. České Budějovice, Metropol 2025. ISBN 978-80-908585-3-4